# چار مادهاب رای
چار مادهاب رای (به لاتین: Char Madhab Rai) یک روستا در بنگلادش است که در استان باریسال و در ناحیه باریسال واقع شده است.